# Neutralismo
El neutralismo es una relación biológica, entre dos especies o poblaciones que interactúan, en la cual ninguno de los individuos recibe beneficio ni perjuicio.
El neutralismo puro es muy poco probable o imposible de probar. Al tratar las complejas redes de interacciones presentadas por los ecosistemas, puede ser difícil afirmar con certidumbre que no hay absolutamente ninguna competencia o beneficio entre ninguna de las especies. Dado que el neutralismo puro es raro o inexistente, este término a menudo se aplica a situaciones donde las interacciones son poco más que insignificantes o despreciables.

## Diferencias respecto al comensalismo
En el caso de que una especie reciba beneficio y otra no resulte beneficiada ni perjudicada, se habla de comensalismo. Este tipo de relación se da entre el pez rémora y el tiburón. El pez rémora obtiene alimento de los restos de comida que escapan de la boca del tiburón cuando ataca a una presa. Por su parte, a cambio de mantener limpio y libre de parásitos al tiburon